# Прапор Карлівського району
Пра́пор Ка́рлівського райо́ну — офіційний символ Карлівського району Полтавської області, затверджений 23 січня 2002 року рішенням сесії Карлівської районної ради.

## Опис
Прапор являє собою прямокутне синє полотнище зі співвідношенням сторін 2:3, на якому зображено жовті сніп колосків та напівшестерня під ним.